# Il riposo domenicale
Il riposo domenicale è un cortometraggio muto del 1908 diretto da Mario Caserini.

## Distribuzione
- Francia: novembre 1908